# Erich Peters
Ernst Erich Otto Peters (ur. 11 marca 1920 w Kreuzlingen w Szwajcarii, zm. 20 grudnia 2012 w Arbon w Szwajcarii) – szwedzki gimnastyk, uczestnik Igrzysk Olimpijskich w 1952 w Helsinkach. Na igrzyskach olimpijskich zajął 166. miejsce w wieloboju gimnastycznym, najsłabsze wśród szwedzkich gimnastyków. Najlepszym wynikiem w pojedynczej konkurencji była 76. lokata w ćwiczeniach na poręczach.